# شکارچی شهر (فیلم)
شکارچی شهر (به زبان انگلیسی: City Hunter) نام یک فیلم سینمایی در ژانر کمدی اکشن محصول سال ۱۹۹۳ هنگ کنگ هست که توسط وونگ جینگ کارگردانی شده‌است و نقش اول این فیلم را جکی چان بازی می‌کند.
این فیلم دارای حالتی چون فانتزی یا به بیان ساده‌تر شبیه کمیک استریپ می‌باشد و از روی یک مانگای ژاپنی به همین نام ساخته شده‌است
در موقع اکران این فیلم توانست نظر منتقدین را جلب کرده و نظرات مثبتی پیرامون آن بیان شد.

## داستان
جکی چان یک جاسوس یا مأمور شخصی دختر بازی است که برای یافتن یک دختر وارد یک کشتی می‌شود ولی در آنجا متوجه می‌شود که کشتی توسط گروهکی گروگان گرفته شده‌است و…

## تولید و اکران
این فیلم به مدت ۵۲ روز از تاریخ ۹ مارس تا ۲ می ۱۹۹۲ ساخته شد و در تاریخ ۱۶ ژانویه ۱۹۹۳ در هنگ کنگ به نمایش درآمد